# Hinrich Wrage

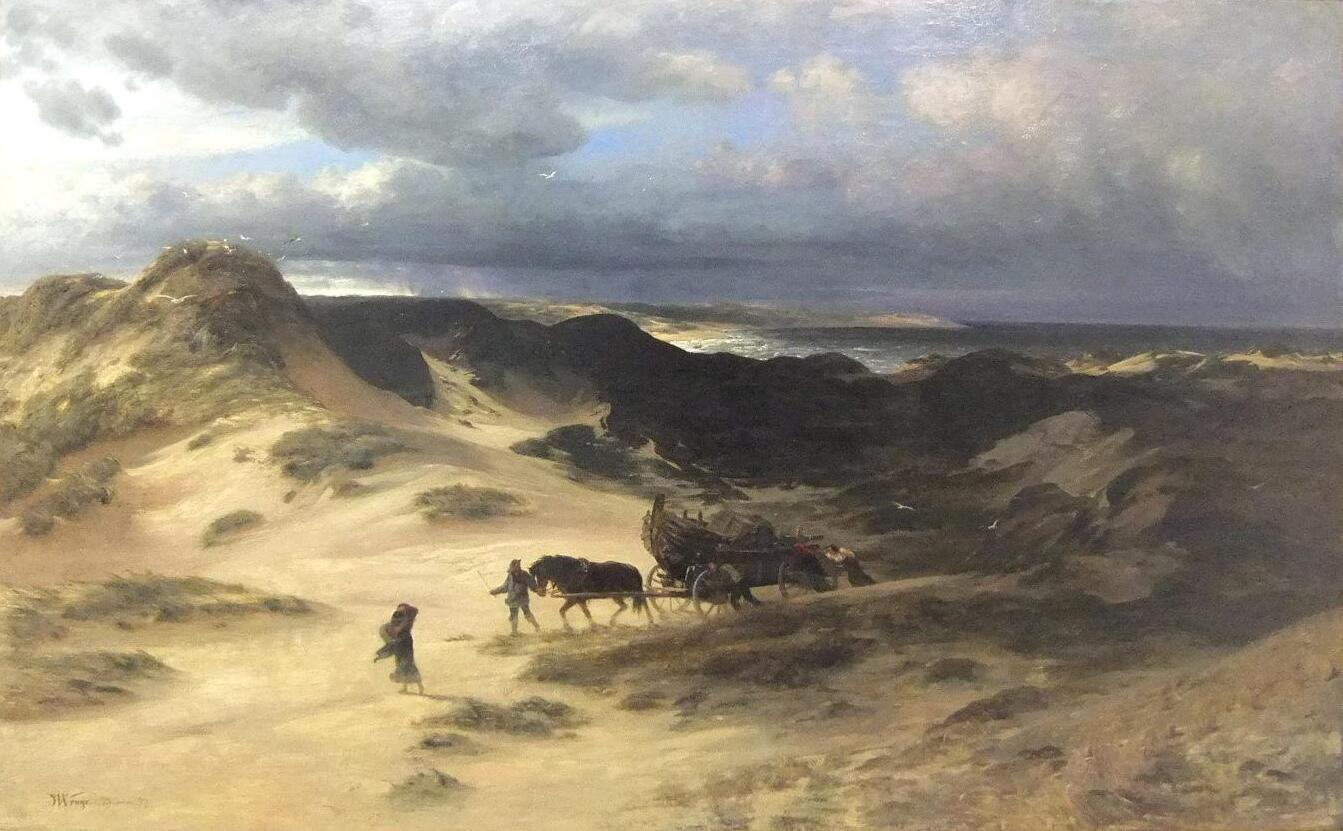
Strand auf Sylt.

Joachim Hinrich Wrage, född den 12 mars 1843 i Hitzhusen i Holstein, död den 4 juli 1912 i Gremsmühlen, var en tysk landskapsmålare.

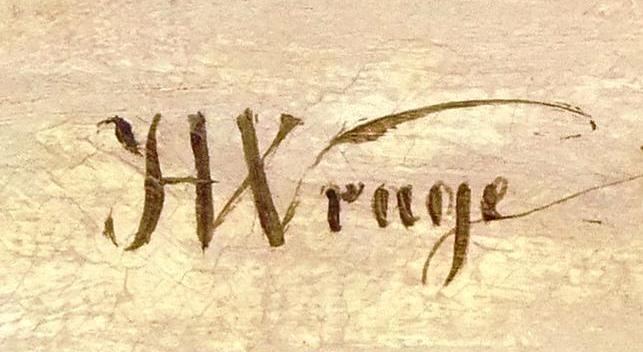
Hinrich Wrages namnteckning (från tavlan Strand auf Sylt).

Wrage växte upp under små omständigheter, erhöll blott en torftig undervisning och måste om sommaren tjäna som vallpojke. Under en längre sjukdom försökte han sig först med att teckna efter lösa ark ur konsthistorien och erhöll, knappt återställd, sin första undervisning hos en målare i Kiel, tills han efter lång tvekan beslöt sig för att följa kallelsen till en porslinsmålare i Kiel, hos viken han arbetade i fyra år och därjämte besökte industriskolan. Sedan uppehöll han sig med statens stipendium vid konstakademien i Düsseldorf och blev elev till Oswald Achenbach. Från Düsseldorf gjorde han studieresor till Köpenhamn, Holland, Antwerpen och Bryssel. Efter en vid konstskolan i Weimar tillbragt vinter besökte han ön Sylt och hämtade därifrån motivet till sin första betydande tavla. År 1871 begav han sig till München, idkade studier i det bayerska höglandet och Tyrolen samt styrde därifrån kosan till Italien och Sicilien. År 1875 drog han till Berlin, där han gjorda figurstudier på akademien och bodde från 1879 i Gremsmühlen i Holstein, där han utarbetade sina talrika landskapsskisser till tavlor och målade sin första figurmålning, en Kristi uppståndelse, för kyrkan i Bad Bramstedt. 